# Stabilizátor (odpružení)

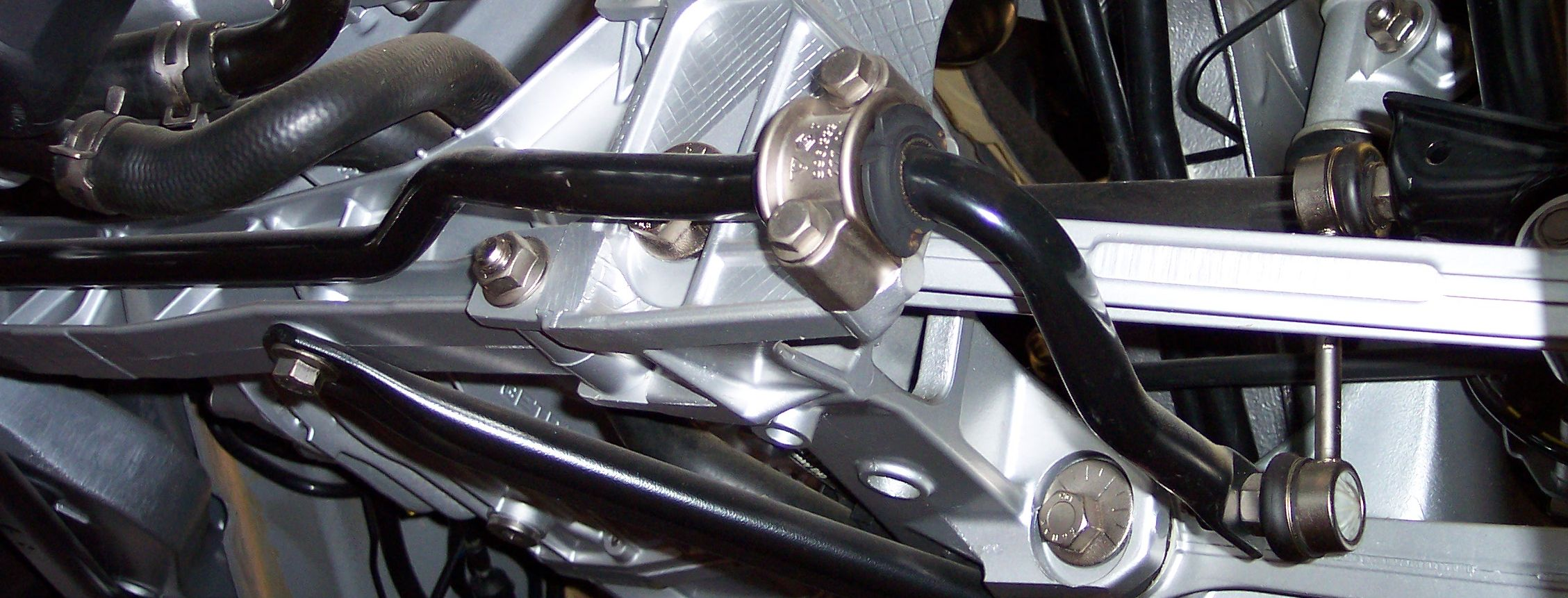
Stabilizátor (černý) zadní nápravy Porsche

(Příčný, zkrutný) Stabilizátor je jednoduché zařízení snižující náklon vozidla při průjezdu zatáčkou a tím zvyšující komfort a umožňující vyšší rychlost jízdy při průjezdu zatáčkou. Jeho podstatou je pružné spojení zavěšení kol na nápravě. Samotný stabilizátor je většinou trubka či tyč z pružného materiálu ve tvaru U, uložená příčnou částí v lůžkách, jež jsou připevněny k nápravnici a ramena přenášejí pohyb zavěšení kol na střední část, která se při rozdílném zdvihu levého a pravého kola nakrucuje. Tuhost stabilizátoru je dána jeho materiálem a délkou ramen. Při průjezdu zatáčkou se stabilizátor snaží co nejvíce snížit rozdíl stlačení pružin na levé a pravé straně - přenáší zatížení zavěšení vnějšího kola snížené o vlastní pružnost na zavěšení méně zatíženého kola vnitřního - tím dojde ke zvýšení tuhosti zavěšení, zmenšení propérování a náklonu karoserie. Při přejezdu příčné nerovnosti vozovky (vlna, dilatační spára) stabilizátor nepracuje - jen kýve jako celek. Některé typy zadních náprav samy pracují jako stabilizátor, například u vozidel Škoda Favorit, Felicia, Octavia I, jejichž příčná část, která zajišťuje stabilizaci, se označuje jako zkrutná příčka. Mohou být rozšířeny ještě o další zkrutnou příčku, která stabilizaci zesílí.
Nevýhodou, ale dostatečně vyváženou přínosem stabilizátoru, je snížení přilnavosti vnitřního kola při průjezdu zatáčkou, což se při použití na přední nápravě projevuje nedotáčivostí, na zadní přetáčivostí. V terénu je při použití vždy jedno kolo nadměrně odlehčeno, snižuje se skřížitelnost, využitelný zdvih pérování a tím i průjezdnost, komfort a dosažitelná rychlost jízdy. Proto je použití klasického stabilizátoru na terénním vozidle nevhodné. Další nevýhodou je časté opotřebení kloubů a pružných lůžek díky zdvihům a silám (extrémním zvlášť v terénu). Řešením pro vozy používané na všech druzích povrchů je pro jízdu v terénu vypínatelný nebo stabilizátor se stavitelnou tuhostí (v terénu na minimum), zatímco na zpevněných vozovkách zvýšení tuhosti umožní rychlejší jízdu.
Zařízení se skládá z vlastního stabilizátoru, pružného lůžka, kloubů a spojovacích tyček (u některých typů byly součástí příplatkové výbavy, například u Škody Felicia).
Stabilizátor se používá u většiny moderních osobních vozidel (např. Ford Mondeo IV, Škoda Octavia II, Peugeot 306, atd.).